# کیرشتیمکه
کیرشتیمکه (به آلمانی: Kirchtimke) یک شهر در آلمان است که در Tarmstedt واقع شده‌است.
 کیرشتیمکه  ۹۶۶ نفر جمعیت دارد.